# Raphaël Meyer
Raphaël Meyer (* 1979 in Zürich, Schweiz) ist ein luxemburgischer Jurist. Er ist Richter am Gericht der Europäischen Union.

## Leben und Wirken
Meyer beendete sein Studium der Rechtswissenschaften 2001 mit einem Abschluss in Englischem Recht an der Universität Panthéon-Assas; im selben Jahr erwarb er ein rechtswissenschaftliches Diplom an der University of Oxford. Ein Jahr später folgte der Erwerb des Mastergrades im Recht der Europäischen Union an der Université Panthéon-Assas. Am College of Europe erwarb er 2003 einen weiteren Mastergrad im Europäischen Recht. Im Jahr 2004 wurde er zur französischen Rechtsanwaltschaft zugelassen. Anschließend war er bis 2007 als Rechtsanwalt für Wirtschaftsrecht in Paris tätig. 2008 wechselte er als Verwaltungsrat an die EFTA-Überwachungsbehörde in Brüssel. 2012 trat Meyer als Verwaltungsrat in den Dienst des Gerichtshofs der Europäischen Union. 2014 wechselte er als Rechtsreferent in das Kabinett des damaligen Präsidenten des Gerichts der Europäischen Union Marc Jaeger. Von 2016 bis 2024 war er Rechtsberater im juristischen Dienst des Rates der Europäischen Union in den Teams „Institutionelle Fragen, Statut, Rechtsstreitigkeiten“ (2016–2020), „Justiz und Inneres“ (2020–2024) sowie 2024 Hauptrechtsberater im Team „Beschäftigung, Soziales, Bildung, Landwirtschaft und Fischerei“. Neben seiner Tätigkeit beim Rat der Europäischen Union war er Lehrbeauftragter der Université de Lorraine.
Am 7. Oktober 2024 wurde Meyer zum Richter am Gericht der Europäischen Union ernannt.